# Мерлин, Умберто
Умберто Мерлин (итал. Umberto Merlin; 17 февраля 1885, Ровиго, Королевство Италия — 22 мая 1964, Падуя, Италия) — итальянский государственный деятель, министр общественных работ Италии (1953—1954).

## Биография
Друг и одноклассник известного итальянского политика-социалиста Джакомо Маттеотти. В 1906 получил высшее юридическое образование в Падуе. Активно занимался общественной деятельностью, создав программу по созданию ассоциации социалистов и республиканцев, а также сельских банков для экономических преобразований в сельской местности.
С началом Первой мировой войны был призван в королевскую армию в звании лейтенанта. В 1919 г. был одним из основателей Итальянской народной партии, став членом ее Национального совета.
Трижды избирался в итальянский парламент (1919, 1921 и 1924). В годы фашистской диктатуры работал адвокатом.
Сразу после окончания Второй мировой войны, в апреле 1945 был избран мэром города Ровиго. В 1946 победил на выборах в Учредительное собрание, а с 1948 до конца жизни избирался в итальянский Сенат.
Занимал министерские должности:
- июнь-декабрь 1947 и 1953 — министр почт и телекоммуникаций,
- 1953—1954 — министр общественных работ Италии.